# Gutenmühle
Gutenmühle ist ein Gemeindeteil der Gemeinde Aurach im Landkreis Ansbach (Mittelfranken, Bayern). Gutenmühle liegt in der Gemarkung Weinberg.

## Geografie
Die Einöde mit zwei Hausnummern liegt an der Wieseth. Ein Anliegerweg führt zur Kreisstraße AN 36 (0,1 km nordöstlich), die nach Weinberg zur Staatsstraße 1066 (1,2 km nordwestlich) bzw. nach Gindelbach verläuft (0,6 km südlich).

## Geschichte
Der Ort lag im Fraischbezirk des ansbachischen Oberamtes Feuchtwangen. Die Mahlmühle hatte das Stiftsverwalteramt Feuchtwangen als Grundherrn. Bis zum Ende des Alten Reiches änderte sich an den Verhältnissen nichts. Von 1797 bis 1808 unterstand der Ort dem Justiz- und Kammeramt Feuchtwangen.
Mit dem Gemeindeedikt (frühes 19. Jahrhundert) wurde Gutenmühle dem Steuerdistrikt und der Ruralgemeinde Weinberg zugeordnet. Im Zuge der Gebietsreform in Bayern wurde diese am 1. Mai 1978 nach Aurach eingemeindet.

### Einwohnerentwicklung
| Jahr      | 001818 | 001840 | 001861 | 001871 | 001885 | 001900 | 001925 | 001950 | 001961 | 001970 | 001987 |
| Einwohner | 6      | 5      | *      | 7      | 5      | *      | *      | *      | *      | 10     | 11     |
| Häuser    | 1      | 1      |        |        | 1      | *      | *      | *      | *      |        | 2      |
| Quelle    | [ 10 ] | [ 11 ] | [ 12 ] | [ 13 ] | [ 14 ] | [ 15 ] | [ 16 ] | [ 17 ] | [ 18 ] | [ 19 ] | [ 1 ]  |

## Religion
Der Ort ist römisch-katholisch geprägt und war ursprünglich nach St. Peter und Paul (Aurach) gepfarrt, heute ist die Pfarrei Mariä Sieben Schmerzen (Weinberg) zuständig. Die Einwohner evangelisch-lutherischer Konfession sind nach Feuchtwangen gepfarrt.